# Уитьюпан
Уитьюпан (исп. Huitiupán) — посёлок в Мексике, штат Чьяпас, входит в состав одноимённого муниципалитета и является его административным центром. Численность населения, по данным переписи 2020 года, составила 3508 человек.

## Общие сведения
Название Huitiupán с языка науатль можно перевести как — место большого храма.
Поселение было основано в доиспанский период.
Первое упоминание относится к 1524 году, когда Луис Марин покорял территорию Чьяпаса.
В 1580 году в поселении возводится первый в регионе францисканский монастырь, который в дальнейшем был разрушен. В XVIII веке была построена приходская церковь.
В 1935 году Уитьюпан получает статус посёлка.
В 1964 году он был электрифицирован.
В 1985 году построен современный медицинский центр, а в 1987 году муниципальная библиотека.